# احمد ضابطی جهرمی
احمد ضابطی جهرمی (متولد ۱۶ آبان ۱۳۳۰، جهرم) مستندساز و تدوینگر ایرانی ست. او از سوی فرهنگستان هنر در ۳۰ آبان ماه ۱۳۸۶ مورد تجلیل قرار گرفت. از آثار تألیفی ایشان می‌توان به کتب متعدد سینمایی و مقالات نظری و تکنیکی به ویژه در زمینه تدوین فیلم در کنار تولید مستندهای ماندگار اشاره کرد. وی را به دلیل کار، پژوهش و تألیف در حوزه تدوین لقب پدر علم تدوین در ایران داده‌اند.

## تحصیلات
- لیسانس: کارگردانی سینما و تلویزیون از دانشکده هنرهای دراماتیک (۱۳۵۵)
- فوق لیسانس: پژوهش هنر از دانشگاه هنر
- دکترا: پژوهش هنر در شاخه هنرهای دراماتیک از دانشگاه هنر

## سوابق
عضو هیئت علمی دانشگاه صدا و سیما، مدرس سینما و تلویزیون، مستندساز، مؤلف و پژوهشگر سینما و تلویزیون، کارگردان و تدوین‌گر فیلم، دارنده دانشنامه شایستگی علمی تدریس در کالج‌های بین‌المللی رادیویی و تلویزیونی و متدولوژی تدریس فیلم.

## کتابها
1. بررسی رابطه سینما و موسیقی بر اساس تئوری سرگئی آیزنشتاین-انتشارات ابن سینا و احیاء، ۱۳۵۵
2. موج نو در سینمای شوروی-انتشارات رزم، ۱۳۵۸
3. فیلمنامه «اکتبر» -انتشارات پیک، ۱۳۵۹
4. فیلمنامه «رزمناو پوتمکین» -انتشارات ستاره، ۱۳۵۹
5. سینمای شیلی (از مجموعه کتاب‌های سینمای کشورهای جهان سوّم)-انتشارات بیگوند، ۱۳۵۹
6. فیلمنامه «زمین» -انتشارات بیگوند، ۱۳۶۰
7. پژوهش در سبک کلاسیک مونتاژ-انتشارات گستره، ۱۳۶۰
8. سینمای آمریکای لاتین (از مجموعه کتاب‌های سینمای کشورهای جهان سوّم)-انتشارات بیگوند، ۱۳۶۰
9. تأثیر متقابل ۲ سبک سینمای گریفیث و آیزنشتاین-انتشارات پارت و پیمان، ۱۳۶۰
10. فیلمنامه مستند کانال فرغانه-انتشارات پارت و پیمان، ۱۳۶۰
11. دیمتری شوستاکوویچ: آهنگ‌ساز مردم-انتشارات پارت و پیمان، ۱۳۶۰
12. پژوهشی در تاریخ سینمای شوروی(۱۹۳۱–۱۹۱۷)-انتشارات گستره، ۱۳۶۰
13. فیلمنامه مادر-انتشارات عکس معاصر، ۱۳۶۳
14. سینمای مستند رُومَن کارمن-انتشارات عکس معاصر، ۱۳۶۴
15. منتخب طرح‌ها و طراحی‌های اس.ام. ایزنشتاین-انتشارات عکس معاصر، ۱۳۶۴
16. سینمای الجزایر (از مجموعه کتاب‌های سینمای کشورهای جهان سوّم)-انتشارات عکس معاصر، ۱۳۶۵
17. سینمای نوین مجارستان-انتشارات عکس معاصر، ۱۳۶۵
18. نگارش فیلمنامه داستانی کوتاه-انتشارات عکس معاصر، ۱۳۶۸
19. سینمای الکساندر داوژنکو-انتشارات مهناز و ماه‌نامه گزارش فیلم، ۱۳۷۲
20. ساختار تصاویر شعری شاهنامه از دیدگاه سینما ناشر معاونت آموزشی و پژوهشی وزارت فرهنگ و ارشاد اسلامی، ۱۳۷۶
21. تصویرگری شعری در شاهنامه فردوسی-انتشارات کتاب فرا، ۱۳۷۷
22. تکنیک‌های تدوین (جلد۱ تدوین تداومی)-ناشر اداره کل آموزش سیما، ۱۳۸۴
23. زیبایی‌شناسی، تاریخ و نظریه‌های تدوین-ناشر دانشکده صدا و سیما، ۱۳۸۴
24. کاربردهای هنری و شکل‌شناسی صدای فیلم-ناشر اداره کل پژوهش‌های معاونت صدا، ۱۳۸۳
25. تکنیک‌های تدوین (جلد۲ تدوین غیر تداومی)- ناشر اداره کل آموزش سیما
26. ساختار و سبک فیلم - نشر نی‌شکر، ۱۳۹۷

## فیلم‌ها و جوایز
1. فیلم «مهاجرت شبانه» -جایزه پیکره زرین شیوا از جشنواره جهانی فیلم دانشجویی (دهلی نو، ۱۳۵۴)
2. فیلم «تم و واریاسیون» -جایزه بهترین فیلم کوتاه تجربی از جشنواره جهانی فیلم تهران، (۱۳۵۵)
3. مستند «نخل و یادگارهای معماری» -مدال طلا و جایزه ویژه هیئت داوران جشنواره بین‌المللی لوزان (سوییس ۱۳۶۹)
4. فیلم مستند «نخل- درخت زندگی» -تندیس فیلم اوّل و جایزه ویژه هیئت داوران جشنواره‌ای. بی. یو (ABU توکیو، ۱۳۷۰) قسمت اول مجموعه مستند «چتر سبز»
5. فیلم مستند «شتر بردبار» محصول ۱۳۷۰
6. مجموعه مستند تلویزیونی «کشتی کویر»(۷۰–۱۳۶۹)-جایزه بهترین کارگردانی مستند از نخستین جشنواره تولیدات سیما، ۱۳۷۴
7. مستند «قهرمانی» -جایزه پالادین نقره از جشنواره بین‌المللی فیلم‌های مستند ورزشی پالرمو، (ایتالیا، سال ۲۰۰۰) و جایزه نخل زرین نخستین جشنواره فیلم‌های برگزیده سینمای مستند ایران، (بم، ۱۳۸۱)
8. مجموعه مستند «موسیقی فولکلور شمال ایران» -جایزه بهترین تدوین و صدا گذاری از بخش بین‌الملل جشنواره سوره، (اصفهان ۱۳۷۴)
9. مستند «ایران در یک نگاه کوتاه» -تندیس ویژه و دیپلم افتخار کارگردانی از نخستین جشنواره فیلم‌های مستند ایران‌شناسی (کیش، ۱۳۷۶.)
10. مستند «نخل عزا» -جایزه بهترین کارگردانی و تهیه‌کنندگی فیلم مستند از نخستین جشنواره فیلم‌های عاشورایی، (تهران، ۱۳۸۵)
11. تندیس زرین سومین جشنواره فیلم‌های مستند میراث فرهنگی برای مجموعه آثار مستند
12. مستند «گور اصیل ایرانی» (۱۳۷۷)
13. مستند «آخرین بازمانده‌های یوز ایرانی» (۱۳۷۸)

## تدوین

### سینمایی
1. فیلم سینمایی «روزنه» کارگردان:جمال شورجه، تدوین:احمد ضابطی جهرمی
2. فیلم سینمایی «شب دهم» کارگردان:جمال شورجه، تدوین:احمد ضابطی جهرمی
3. فیلم سینمایی «باد سرخ» کارگردان:جمشید ملک‌پور، تدوین:احمد ضابطی جهرمی
4. فیلم سینمایی «ارثیه» کارگردان:کاظم بلوچی، تدوین:احمد ضابطی جهرمی
5. فیلم سینمایی «کوچه و مدرسه» کارگردان:کاظم بلوچی، تدوین:احمد ضابطی جهرمی

### مستند
1. فیلم مستند «سرود زمین» ۱۳۶۹ کارگردان:ابوالحسن قاسمی، تدوین:احمد ضابطی جهرمی
2. فیلم مستند «تاراز» ۱۳۷۴ کارگردان:فرهاد ورهرام، تدوین:احمد ضابطی جهرمی

و تدوین ۱۵ فیلم کوتاه مستند و داستانی

## مقالات
بیش از ۱۲۰ مقاله پژوهشی و نظری در حوزه سینما و تلویزیون به عنوان پدر علم تدوین سینمای ایران توسط «نشر نی» منتشر نموده‌ام.
1. موسیقی فیلم-مجله رودکی، (۱۳۵۴)
2. بیانیه سینمای ناطق-کیهان فرهنگی، (۱۳۵۵)
3. بیانیه مونتاژ جاذبه‌های فیلم-فصلنامه فارابی، دوره هفتم، شماره ۱
4. نقش پژوهش در تولید برنامه‌های مستند تلویزیونی-پیام پژوهش، شماره ۳۴و۳۵. (۱۳۸۴)
5. تدوین گرافیکی در فیلم‌های سینمایی و برنامه‌های تلویزیونی-فصلنامه رادیو و تلویزیون، (زمستان ۱۳۸۵)
6. زیبایی‌شناسی موسیقی فیلم: ویژگی‌ها و معیارها-فصلنامه پژوهش و سنجش، (بهار ۱۳۸۶)
7. ناگفته‌های پژوهش فیلم -ماهنامه رواق هنر و اندیشه، مرکز پژوهشهای اسلامی صدا و سیما، شماره۱۶. (دی ماه ۱۳۸۶)